# Georgiy Schennikov
Georgiy Schennikov (Moscou, 27 de abril de 1991) é um ex-futebolista russo que atuava como lateral-esquerdo.

## Carreira
Produto da base do CSKA Moscou, estrou em 2008, em uma partida Copa da Rússia.

## Títulos

### Clube
CSKA Moscou
- Campeonato Russo (2): 2012–13,2013–14
- Copa da Rússia (3): 2008–09, 2010–11, 2012–13
- Supercopa da Rússia (2): 2009, 2013, 2018[2]